# إريك بيلي (ضابط شرطة)
اريك بيلي (بالإنجليزية: Eric Bailey)‏ هو ضابط شرطة أسترالي، ولد في 14 أكتوبر 1906 في تنترفيلد (أستراليا) في أستراليا، وتوفي في 1946 في أورانج في أستراليا.